# Plectrocnemia navasi
Plectrocnemia navasi är en nattsländeart som beskrevs av Georg Ulmer 1906. Plectrocnemia navasi ingår i släktet Plectrocnemia och familjen fångstnätnattsländor. Inga underarter finns listade i Catalogue of Life.